# Well (Gelderland)
Well is een dorp in de Nederlandse provincie Gelderland, gelegen aan de noordzijde van de Maas. Tot 1 januari 1999 behoorde het dorp tot de gemeente Ammerzoden, sindsdien tot de gemeente Maasdriel.
Well heeft 1.110 inwoners (per 1 januari 2023).

## Etymologie
De oudst bekende vermelding van Well dateert uit 983. In een oorkonde van de Abdij van Werden werd het dorp Vualli genoemd. De betekenis van deze naam is onduidelijk. Mogelijk is het een afgeleide van lo (begroeiing op een oeverwal) of van waljo (Oudgermaans voor 'put' of 'bron').

## Geschiedenis
Well ontstond in de vroege middeleeuwen op een terp (ook woerd genaamd) en heeft in de middeleeuwen meerdere spellingen gekend, zoals Wele en Welle. In 1247 verkoopt het convent van Mariënweerd hun goed geheten Vene in het kerspel "Wele" aan het klooster en kerk Bethlehem in Doetinchem. Een kerspel is een dorp met een eigen kerk. De kerktoren dateert uit de 12e eeuw. Het kerkgebouw zelf stamt uit de 16e eeuw. 
Kasteel Well dateert wellicht uit de 14e eeuw. De kasteelwoontoren dateert uit de 16e eeuw. In 1672 werd het, zoals vele kastelen in Nederland, zwaar beschadigd door Franse troepen. In 1884 werd het kasteel uitgebreid.
In 1840 woonden in Well 843 personen.

## Bezienswaardigheden
- De Hervormde kerk
- Het Slot van Well, dat in privébezit is, bepaalt het gezicht van Well.
- Historische boerderijen:
  - Heust 19, hallenhuisboerderij uit de 18e eeuw
  - Heust 3 of Jacobs Hoeve, hallenhuisboerderij met dwars voorhuis, begin 19e eeuw.
- Dorpspomp, van 1921
- Amerikaanse windmolen (windmotor), achter Heust 12, van omstreeks 1920.

Zie ook
- Lijst van rijksmonumenten in Well (Gelderland)
- Lijst van gemeentelijke monumenten in Well

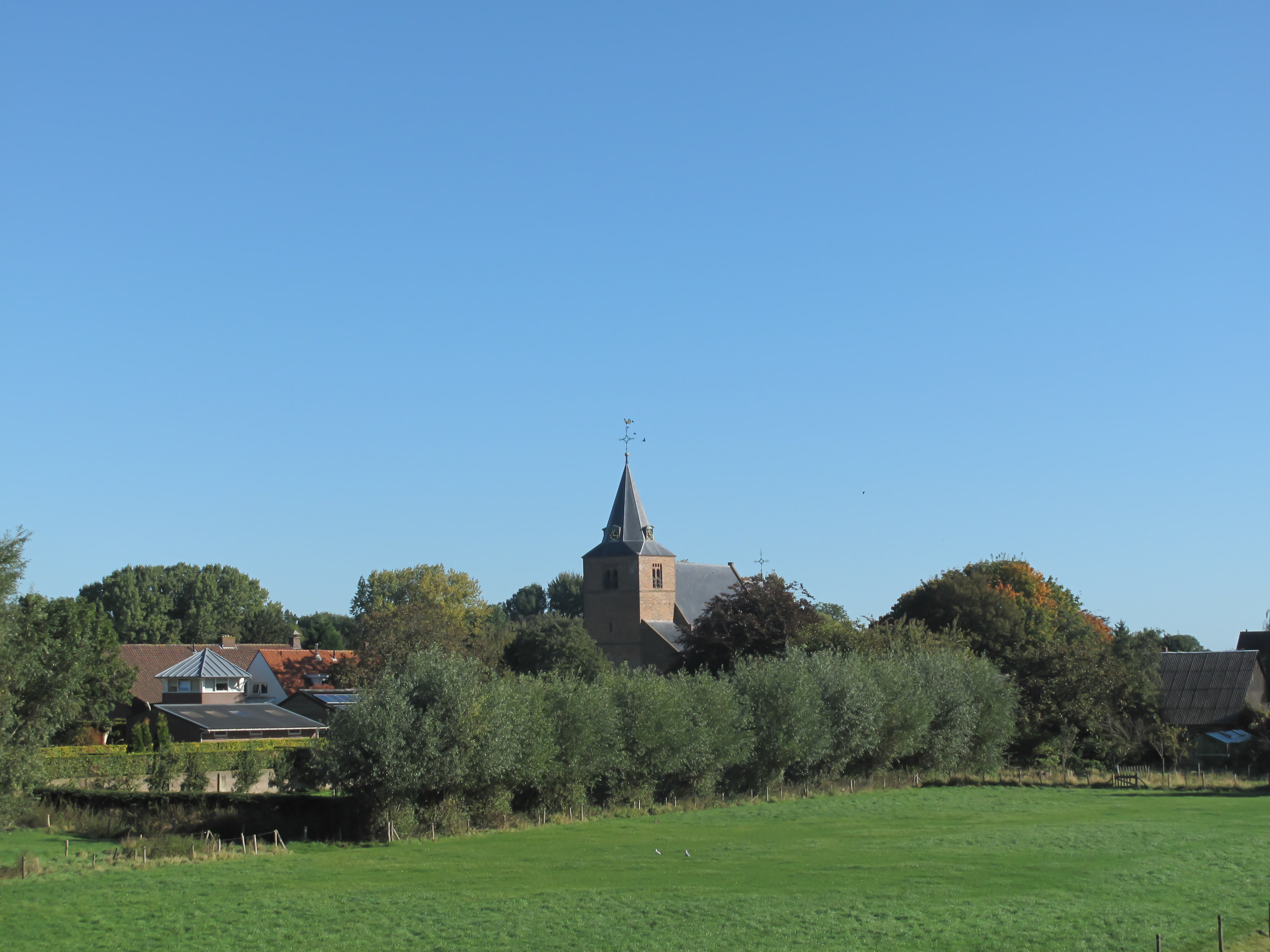
Well, de Hervormde kerk

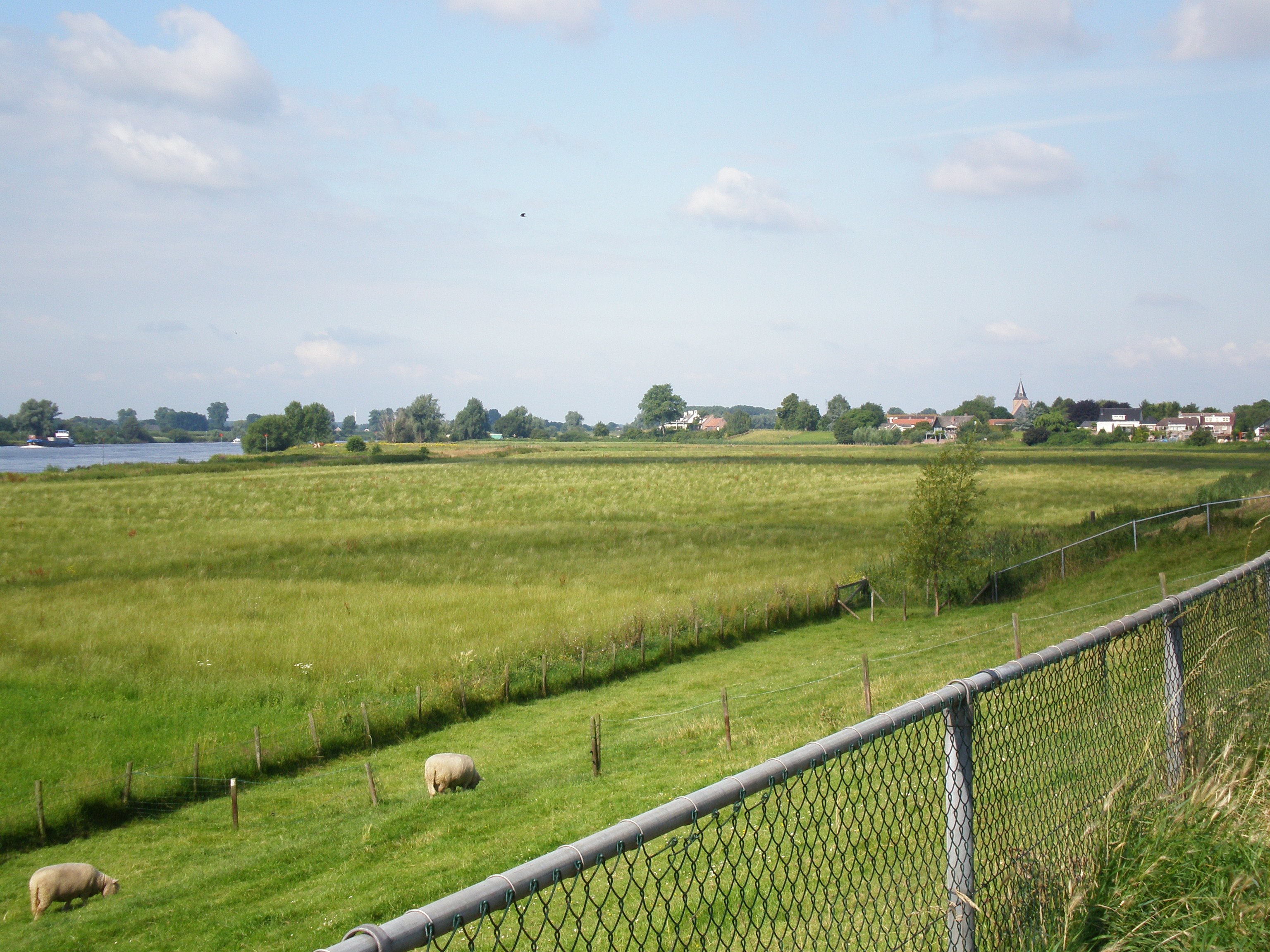
Well (rechts) aan de Maas

## Natuur en landschap
Well ligt aan de Maas op een hoogte van 2 meter in het rivierkleigebied van de Bommelerwaard. De Meersloot loopt van hier naar het noorden, en is een overblijfsel van een oude Maasmeander. In het westen, bij de buurtschap Slijkwell, ligt de Afgedamde Maas met strandjes, slikken en rivierduintjes.

## Verkeer en vervoer
Ten noorden van Well komt de N832 uit op de N831. Er is een busverbinding met Ammerzoden, Hedel en 's-Hertogenbosch (Arriva lijn 166).

## Sport en ontspanning
De Oranjevereniging V.V.V. Well organiseert jaarlijks activiteiten als Koningsdag en de Boerendag in juni. De Boerendag staat vooral bekend om de Tractor-tourtocht waarbij oude gerestaureerde tractors rijden door de Bommelerwaard.
Het sportieve leven in Well bestaat uit de plaatselijke voetbalvereniging: v.v. Wellse Sport Vereniging met bijna 300 leden. Het eerste elftal van deze club komt uit in de 5e klasse zuid 1.

## Voorzieningen
Well heeft een dorpshuis en een protestants-christelijke basisschool, De Hoeksteen genaamd. De middenstand is verdwenen, op een fietsenmaker en groenteboer na. Men is voor winkels aangewezen op het nabijgelegen Ammerzoden.

## Nabijgelegen kernen
Ammerzoden, Delwijnen, Nederhemert-Noord, Nederhemert-Zuid
In de nabijheid van Well liggen de buurtschappen Slijkwell, Wellseind en Bern.
Dorpen: Alem · Ammerzoden · Hedel · Heerewaarden · Hoenzadriel · Hurwenen · Kerkdriel · Rossum · Velddriel · Well · Wellseind

Buurtschappen: Californië · Doorning · Rome · Sint Andries · Slijkwell · Veluwe · Voorne · Wordragen

Gelderland: Steden en dorpen in Gelderland      Nederland: Provincies · Gemeenten
1. 1 2 3 4 5  Tabel: Bevolking; maandcijfers per gemeente en overige regionale indelingen, 1 januari 2023, Centraal Bureau voor de Statistiek, Voorburg/Heerlen